# Ејдан Квин
Ејдан Квин (енгл. Aidan Quinn; Рокфорд, Илиној, 8. март 1959) амерички је филмски, позоришни и телевизијски глумац ирског порекла.
Глумио је заједно са холивудским звездама као што су Бред Пит у Легенда о јесени, Џони Деп у Бени и Џун, Роберт Дувал у Слушкињина прича, Роберт де Ниро у Мисија, Ричард Драјфус у Заседа и Џон Гилгуд у Кућа уклетих. Такође, глумац је често добијао улоге хероја са ирским коренима у филмовима као што су Мајкл Колинс, Песма за изгнаника, Све о мом оцу, Евелин и други.
Године 2007. Квин је номинован за награду Еми за најбољу споредну мушку улогу у мини серији или ТВ филму за улогу у ТВ филму Закопај моје срце код рањеног колена. У периоду 2012—2019. играо је улогу капетана Грегсона у телевизијској серији Елементари.